# 国府祭

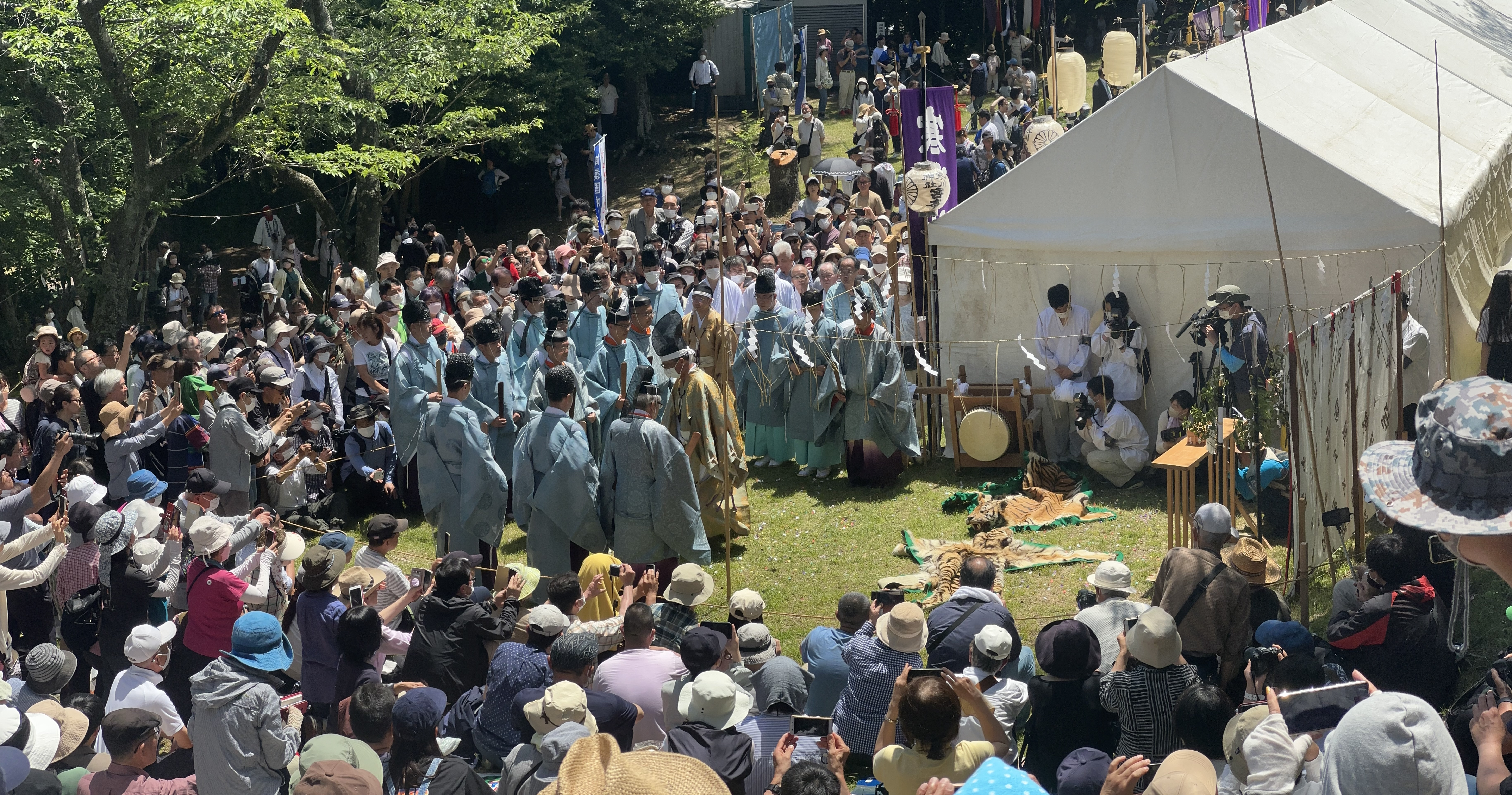
座問答

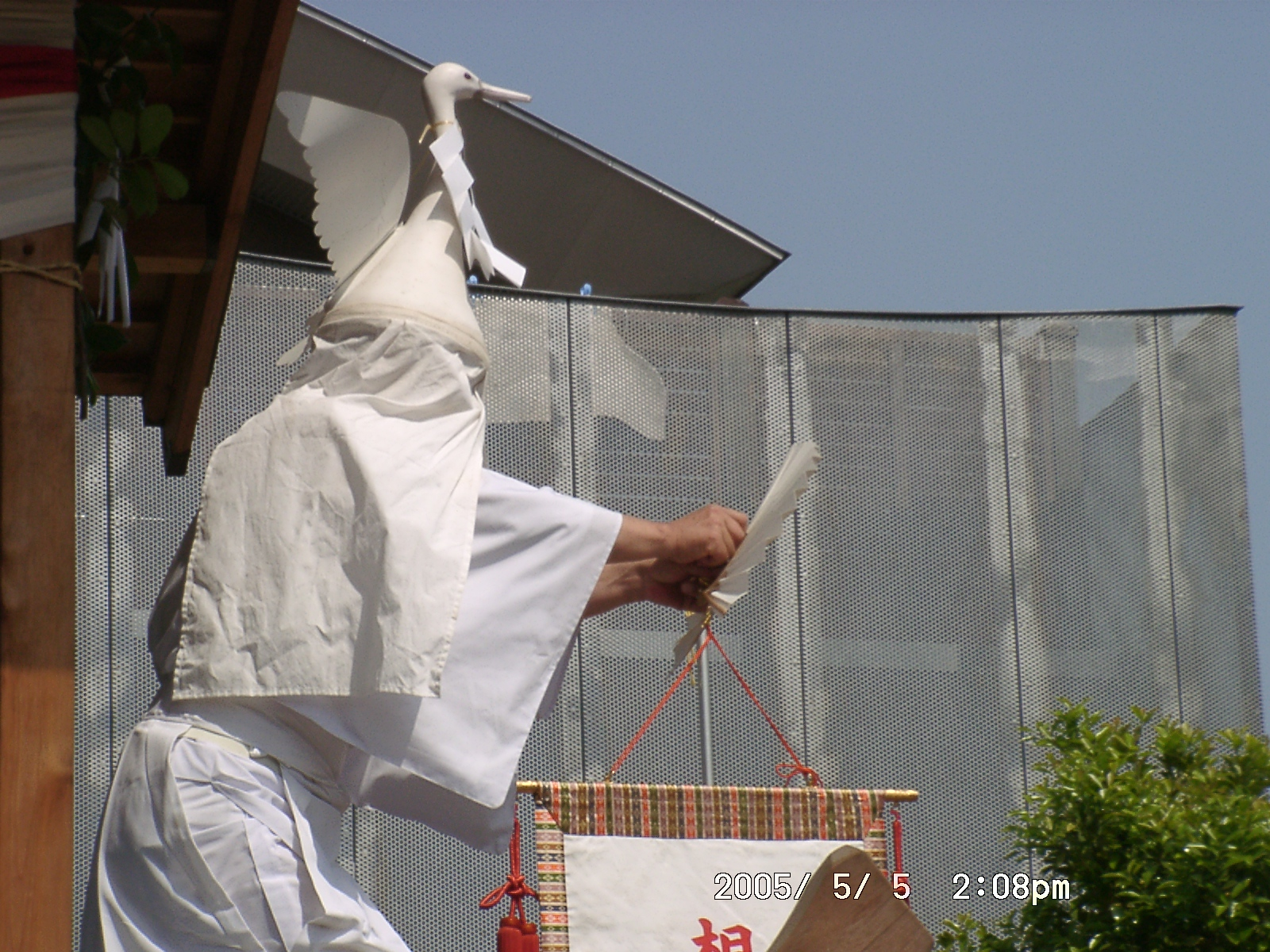
舟形舞台での鷺の舞

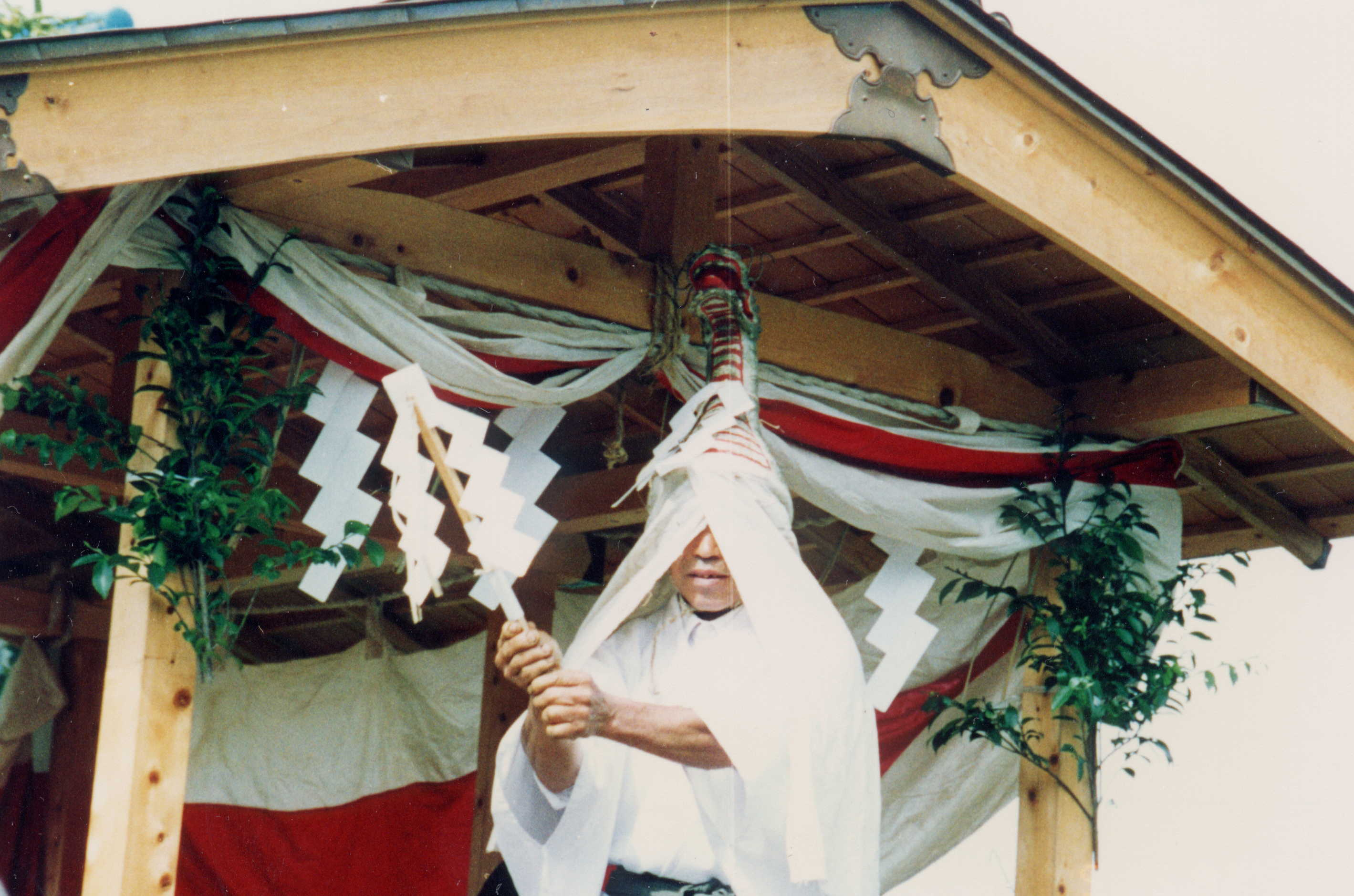
座舟形舞台での龍の舞

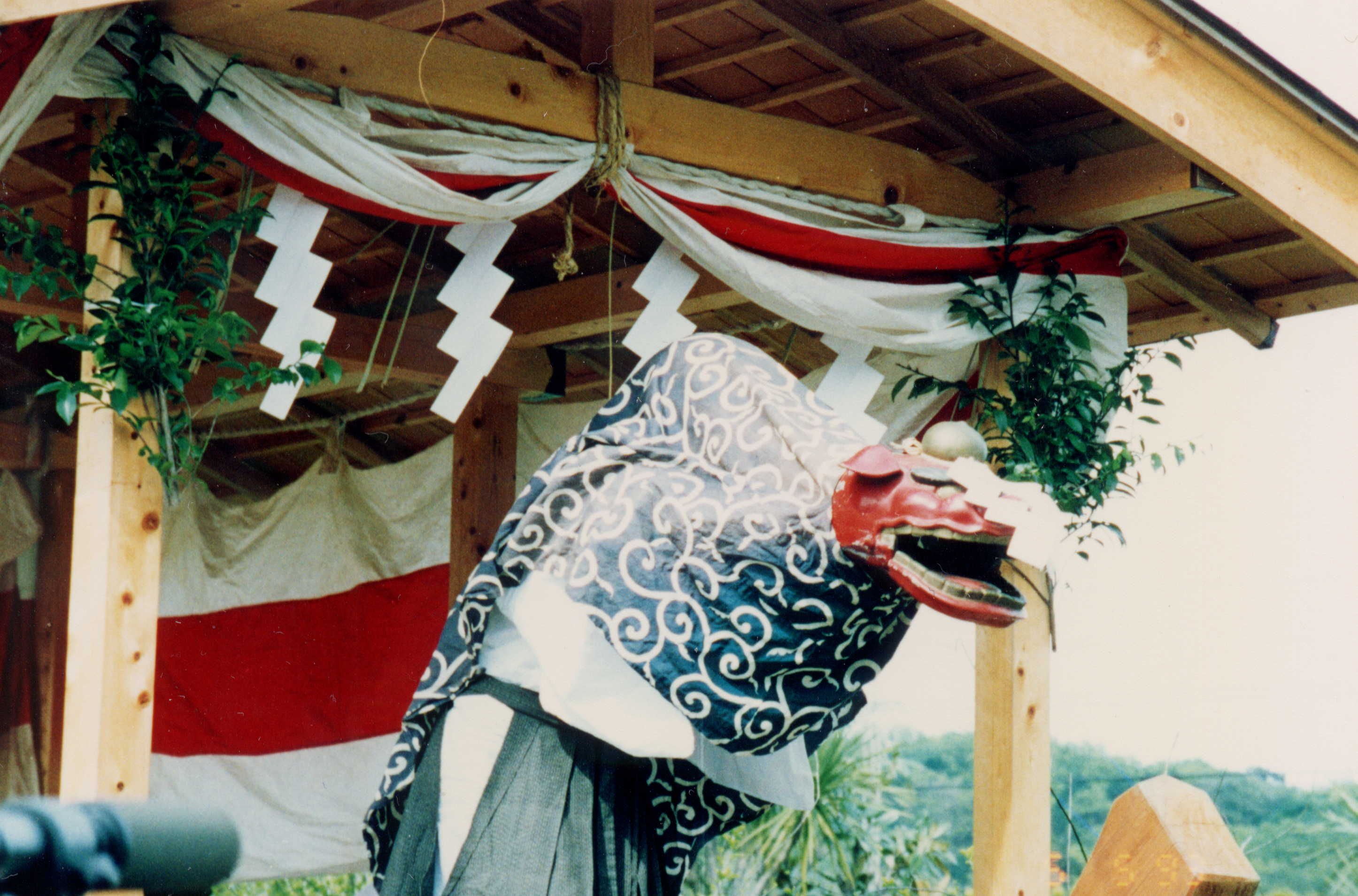
舟形舞台での獅子の舞

国府祭（こくふさい/こうのまち）は、神奈川県中郡大磯町国府本郷の神揃山及び「大矢場」（現在の馬場公園）で5月5日に行われる祭礼。別名「天下祭」「端午祭」ともいう。平安時代に相模国内の主要五神社を国府に近い柳田大明神に併せ祀って総社六所神社とした故事によるとされる。神奈川県無形民俗文化財に指定されている。

## 参加する相模国主要五神社
旧相模国の主要五社とされる以下の神社が参加している。なお平塚八幡宮を除き、延長5年（927年）の『延喜式神名帳』に記載されている延喜式内社である。
1. 一宮：寒川神社 （寒川町）
2. 二宮：川勾神社 （二宮町）
3. 三宮：比々多神社 （伊勢原市）
4. 四宮：前鳥神社 （平塚市）
5. 五宮：平塚八幡宮（平塚市）[注 2]

## 解説
国府祭は、5月5日に相模国の一宮から五宮、そして総社と言われた六所神社の神輿が一堂に集う古代国府総社の祭りである。相模国の国府庁が置かれていた国府本郷の神揃山の祭りと大矢場で行われる国司祭の二つから成る。かつては2月4日に行われていたが、弘安5年（1282年）に5月5日に改められた。また、正確には国府をコウ、祭をマチとして「コウノマチ」と読む。『日本の奇祭』によれば、古くは「端午祭」と呼ばれた祭りで、『吾妻鑑』にも記事が見えることから、11世紀には既に成立していたと考えられているのだと言う。天保12年（1841年）成立の『新編相模国風土記稿 巻之40』には、この祭事は養老年間（717年 - 724年）に始まったと言われるが詳細は不明、との記述がある。『官國幣社特殊神事調』では、天応元年（781年）の夷賊襲来や早良親王征討の際に各国の大社に退攘を祈られ、不日凱旋したのが吉例となった、との説を紹介している。
祭事は、六所神社の神領地であった大磯町国府本郷の神揃山（かみそりやま）に、一宮から五宮の神輿が集合するところから始まる（入山の順番については後節参照）。五社の入山後に祭典が催され、正午からは祭事の中心と言われる「座問答（ざもんどう）」の神事が始まり、一宮・寒川神社と二宮・川勾神社が席次を争い、三宮・比々多神社が「決着は翌年に」と仲裁を入れて終了する象徴劇のようなものが演じられる（詳細は後節参照）。「座問答」が終了すると六所神社へ迎えの使者が送られ、使者を受けた六所神社の神輿が「高天原」、現在は「大矢場」（おおやば）と呼ばれる場所へと向かう。一宮から五宮の神輿も「大矢場」へ移動し、七十五膳の山海の幸を献上して六所神社の神輿を迎え入れ「神対面神事」などが行われる。神事の後、各神社の神輿は順番に退場して国府祭は終了する。
『日本の神々 -神社と聖地- 11 関東』では、国府祭の祭事一連の流れから、この祭りは五社の男神が、六所神社の女神・櫛稲田姫命と対面すると言う神婚説話の演劇的表現により、農耕予祝をする祭りであろうと考察している。『日本の奇祭』においても、この祭りを神婚の儀式と述べている。
『日本の奇祭』によれば、祭りの当日「大矢場」には農耕具市が立ち、この市で農具を買うと豊作になると信じられていたが、現在は一般露天が多くなっているのだと言う。
1978年（昭和53年）6月23日に神奈川県指定の無形民俗文化財に指定された。

## 祭事の流れ
参加神社ごとに細部は異なるが、祭事はおおよそ以下の流れで催される。

### 浜降り
祭りの前日である5月4日、六所神社が浜辺の波打ち際に幣を立て、祝詞を奏上した後で砂をすくう「浜降り」神事を行う。神事ですくった真砂は宮司、宮総代、氏子、子供たちが「大矢場」や参道に清めとして撒く。『日本の奇祭』によれば、神事は西小磯の浜で行われると言う。

### 五社神揃山御成
5月5日の朝、一宮から五宮の各々で「発御祭」が執り行われた後、神揃山へ向け神輿が出立する。
神揃山に到着した五社の神輿は、一宮から五宮まで以下の順番で入山する。
1. 一宮 ： 寒川神社
2. 二宮 ： 川勾神社
3. 三宮 ： 比々多神社
4. 四宮 ： 前鳥神社
5. 五宮 ： 平塚八幡宮

この後、無事な着御の奉告と国家安泰・五穀豊穣を祈願する「五社祭典」が行われる。また、三宮・比々多神社の社人が小餅の詰まった俵を頭上に掲げて地中に落とすことを繰り返し、破れた俵の中から小餅を取り出して参集の人々に撒く「チマキ撒き」が行われる。この小餅を食べると病気をしないと言われている。
この「チマキ撒き」とは別に、各神社の神輿の前で小餅入りの茅巻が付いたお札が頒布される。

### 座問答
正午になると、花火を合図に「座問答」の神事が行われる。忌竹で四方を固めた場所で、神を憑依させた一宮・寒川神社と二宮・川勾神社の神主が交互に三回ずつ、虎の皮を祭壇に無言で近づけることにより闘争（上座を占めようとする意思）を表現し、三之宮・比々多神社の神主が「いずれ明年まで」と仲裁の声を上げて神事を終える。この「座問答」と呼ばれる闘争を1,000年以上行っているとされる。
一般的には、相武（さがむ）と磯長（しなが）という2つの国を合併して相模国ができた際、相武国最大の神社である寒川神社と磯長国最大の神社である川匂神社、そのどちらを合併後の相模国一宮にするかで起こった論争の様子が、国府祭の座問答になったと言われている。
『日本の神々 -神社と聖地- 11 関東』では、ほとんど無言の神事なので禅問答だとする説を紹介した後、「座問答」が終わると櫛稲田姫命を祀る六所神社へ七度半の迎えを立てることから、この神事は婿になる神の先陣争いの表現であろうと考察している。
「座問答」と同じ頃、六所神社では「大神輿宮立祭典」が行われる。

### 七度半の迎神の儀
「座問答」が終わると各社1名の総社奉迎使が出て、総社である六所神社に出向する。これを「七度半の使い」と言う。
奉迎使を受けた六所神社では「総社宮立」を行い、奉迎使の先導で「大矢場」へ向け出立する。六所神社の神輿が「見合いの松」と呼ばれる場所に至ると「宮合の儀」が執り行われ、その後、六所神社の神輿は「大矢場」という広場へ入場する。六所神社の神輿は円筒形で頂に剣が立てられているが、『日本の神々 -神社と聖地- 11 関東』では、この神輿は男根の象徴とみてよく、1年を五穀豊穣に導いてくれた神霊を返しに行く表現であろうと述べている。
六所神社の神輿が入場すると舟形舞台で「鷺の舞」が舞われ、神楽舞奉納が行われる。「鷺の舞」は3種の舞により構成されており、「鷺の舞」が天下泰平、「龍の舞」が五穀豊穣、「獅子の舞」が災厄消除を祈願すると伝えられている。六所神社の社伝によれば、「鷺の舞」は平安時代に国司をはじめ貴族をもてなすための舞であったのだと言う。
「鷺の舞」が奉納されているところへ、神揃山から下山した一宮から五宮の神輿が入場する。
なお、鷺の舞の前に「浦安の舞」が行われるが、これは1940年（昭和15年）11月10日の「皇紀二千六百年奉祝会」のために新たに作曲作舞された神楽舞であり、国府祭とは本来関係が無い。

### 神対面神事
五社が「大矢場」へ着くと七十五膳の山海の幸が献上され、一宮から五宮の宮司が分霊である守公神を総社に奉る「神対面神事」が行われる。この公神は1年間、相模国の守護神として総社である六所神社に祀られる。
続いて在庁（現在は町の代表）が手長御食（てながみけ）を奉り、国司（現在は大磯町長）が各神社に捧げ物をして巡拝する「国司奉幣」があり、最後に六所神社の宮司が一宮から五宮を巡拝をする「神裁許」を行う。
『神道史大辞典』では、国司巡拝の遺風に因むと伝わるこの祭儀を仔細に分析することで、総社、国府八幡、六所などの成立事情の一部が明らかになるのではないか、と述べている。

### 各社還御
以上の神事が終わると一宮から五宮の神輿は在庁の見送りで、神揃山へ入山したときとは逆に五宮・平塚八幡宮から「大矢場」を退場する。五社の神輿が退場した後、六所神社の神輿が退場して国府祭は終了する。
神輿が境内に戻ると「還御祭」を行う神社もある。